# Allobates humilis
Allobates humilis (Rivero, 1980) è un anfibio anuro appartenente alla famiglia degli Aromobatidi.

## Etimologia
L'epiteto specifico viene dal latino humilis, «piccolo, nano», in riferimento alle dimensioni della specie.

## Distribuzione e habitat
È endemica del Venezuela. Si trova negli stati di Trujillo, di Táchira, di Barinas e Portuguesa tra i 600 e i 1.800 metri di altitudine nella Cordigliera di Mérida.